# Spencerville
Spencerville est une ville semi-rurale de la côte Est de la région de  Canterbury au Nord de la ville de Christchurch.

## Situation
La ville est adossée à la forêt de forêt de Bottle lake (en) et comprend un grand parc (1 hectare) et 80 hectares de terrain de camping. 
Ceci, ainsi que le marais et un parc animalier, font de la ville une zone réputée pour le camping pour les résidents Christchurch.
Dans les années récentes, la population de la ville a augmenté du fait du développement. du caractère résidentiel du " Parc marin" . 